# Tan Gaik Bee
Tan Gaik Bee (* um 1935) ist eine ehemalige Badmintonspielerin aus Malaysia.

## Karriere
1957 gewann Tan Gaik Bee ihre ersten beiden Titel bei den Malaysia Open, wo sie sowohl im Einzel als auch im Doppel erfolgreich war. Die Doppelwertung entschied sie in der Folge sieben Mal hintereinander für sich. Im Einzel war sie neben 1957 auch von 1961 bis 1963 erfolgreich. Im Jahr 1962 gewann sie alle drei möglichen Titel bei den French Open. 1966 holte sie Bronze bei den Asienspielen im Mixed mit Eddy Choong.
Tan Gaik Bee kann sich auch mit dem Titel „Indischer Meister“ schmücken, da sie die nationalen Titelkämpfe dort im Mixed und Doppel für sich entscheiden konnte. Zum damaligen Zeitpunkt wurden diese Meisterschaften noch „offen“ ausgetragen, das heißt, auch Sportler aus anderen Ländern durften an den Indian Championships teilnehmen.

## Erfolge
| Saison | Veranstaltung          | Disziplin   | Platz | Name                          |
| ------ | ---------------------- | ----------- | ----- | ----------------------------- |
| 1957   | Malaysia Open          | Damendoppel | 1     | Tan Gaik Bee / Lim Kit Lin    |
| 1957   | Malaysia Open          | Dameneinzel | 1     | Tan Gaik Bee                  |
| 1958   | Malaysia Open          | Damendoppel | 1     | Tan Gaik Bee / Lim Kit Lin    |
| 1959   | Indische Meisterschaft | Damendoppel | 1     | Cecilia Samuel / Tan Gaik Bee |
| 1959   | Indische Meisterschaft | Mixed       | 1     | Erland Kops / Tan Gaik Bee    |
| 1959   | Malaysian Open         | Damendoppel | 1     | Tan Gaik Bee / Cecilia Samuel |
| 1959   | Malaysian Open         | Mixed       | 1     | Lim Say Hup / Tan Gaik Bee    |
| 1960   | Malaysia Open          | Damendoppel | 1     | Tan Gaik Bee / Cecilia Samuel |
| 1961   | Malaysia Open          | Damendoppel | 1     | Tan Gaik Bee / Cecilia Samuel |
| 1961   | Malaysia Open          | Dameneinzel | 1     | Tan Gaik Bee                  |
| 1962   | Malaysia Open          | Damendoppel | 1     | Tan Gaik Bee / Ng Mei Ling    |
| 1962   | Asienspiele            | Damendoppel | 3     | Tan Gaik Bee / Ng Mei Ling    |
| 1962   | Malaysia Open          | Dameneinzel | 1     | Tan Gaik Bee                  |
| 1962   | French Open            | Dameneinzel | 1     | Tan Gaik Bee                  |
| 1962   | French Open            | Mixed       | 1     | Finn Kobberø / Tan Gaik Bee   |
| 1962   | French Open            | Damendoppel | 1     | Bitten Nielsen / Tan Gaik Bee |
| 1963   | Malaysia Open          | Damendoppel | 1     | Tan Gaik Bee / Ng Mei Ling    |
| 1963   | Malaysia Open          | Dameneinzel | 1     | Tan Gaik Bee                  |
| 1966   | Asienspiele            | Mixed       | 2     | Eddy Choong / Tan Gaik Bee    |